# Береговая охрана США
Берегова́я охра́на США (англ. United States Coast Guard, US Coast Guard, сокр. USCG) — один из видов Вооружённых сил США, предназначенный для наблюдения за выполнением федерального законодательства и обеспечения безопасности прибрежного судоходства в водах открытого моря и реках, внутренних водоёмах страны, охраны и контроля за соблюдением правил пересечения государственной морской границы. Единственный вид вооружённых сил, не входящий и никогда не входивший в структуру Министерства обороны США.
Основана Александром Гамильтоном как Служба таможенных судов (англ. Revenue Cutter Service) 4 августа 1790. До 1967 года находилась в подчинении министерства финансов США, с 1967 по 2003 год — министерства транспорта США, с 2003 года — министерства внутренней безопасности США.
Береговая охрана (далее БОХР) принимала участие во всех вооружённых конфликтах США, включая высадку десантов в Нормандии и на тихоокеанских островах во время второй мировой войны, патрулирование водных коммуникаций и обстрелы побережья во вьетнамской войне и иракском конфликте. Военнослужащие резерва БОХР США принимали активное участие в обеспечении боевых действий ВС США против Ирака. Они, в частности, входили в состав групп по обеспечению безопасности в шести портах в Ираке, которые использовали войска США и их союзники.
Девиз Береговой охраны США — Semper Paratus (с лат. — «Всегда готов»).
По состоянию на май 2010, регулярные силы Береговой охраны США насчитывали ок. 42,4 тыс. военнослужащих (в том числе 8255 офицеров), организованный резерв — ок. 7 тыс., вспомогательная служба — 30 тыс., гражданских служащих — 7,9 тыс. чел.

## Организационная структура

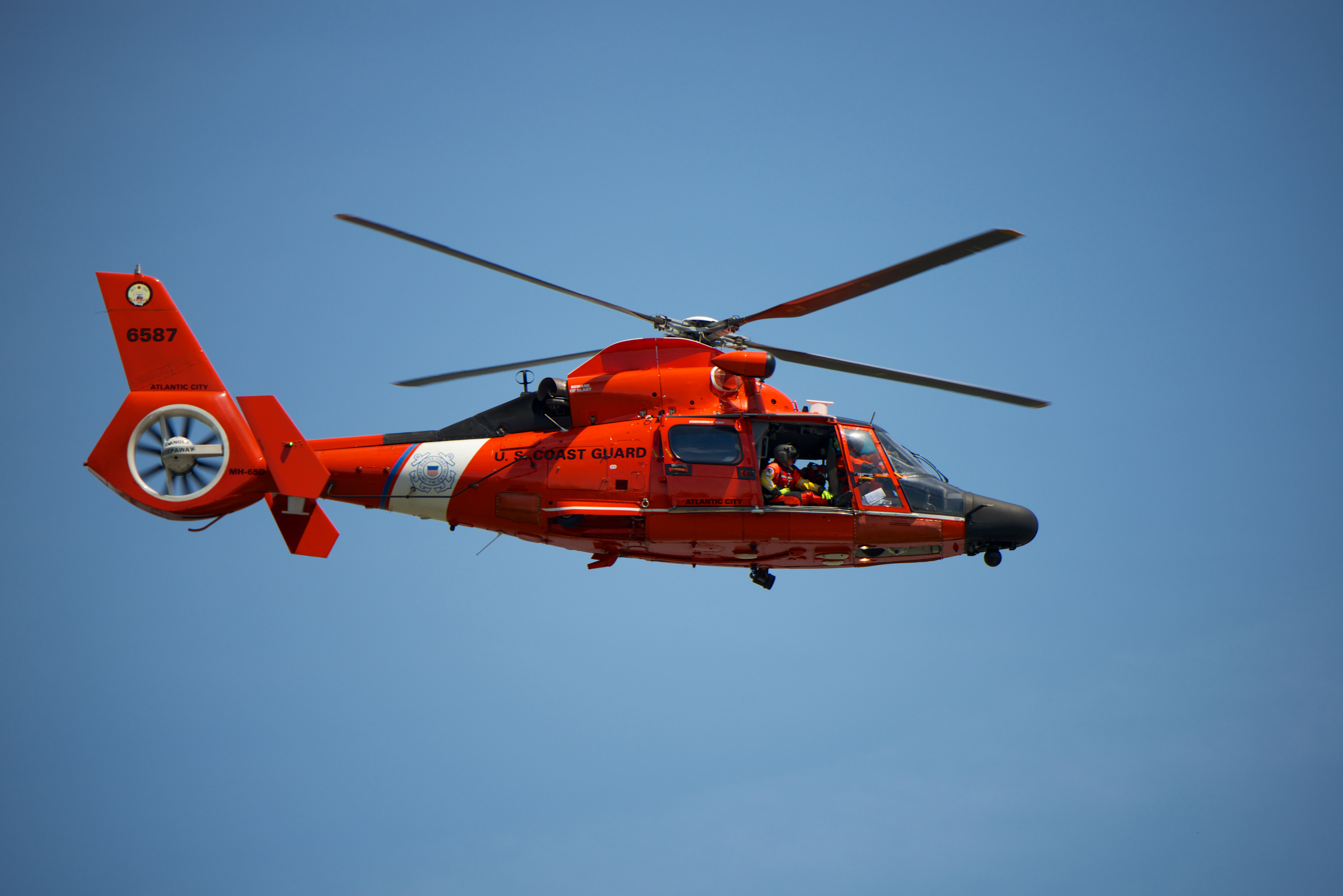
Вертолёт береговой охраны «HH-65 Dolphin» (Дельфин).

Организационная структура БОХР США предусматривает деление территории континентальной части США, Аляски, Гавайских островов и омывающих их вод на две зоны — Атлантическую (штаб в Портсмуте, штат Виргиния), которая объединяет пять морских районов (1, 5, 7, 8 и 9-й), и Тихоокеанскую (Аламида, штат Калифорния), включающую четыре района (11, 13, 14 и 17-й).
Береговую охрану США возглавляет комендант (в звании адмирала), которому непосредственно подчиняются командующие Атлантической и Тихоокеанской зонами и начальник штаба БОХР.
С объявлением в стране чрезвычайного положения морские зоны и районы БОХР преобразуются в морские оборонительные зоны и районы соответственно, а их командование приступает к реализации мер по обороне объектов и участков побережья. Основные силы флота и авиации БОХР привлекаются к патрулированию в полосе водной акватории у побережья континентальной части США шириной до 200 миль с целью ведения разведки и наблюдения за оперативной обстановкой, поиска и борьбы с подводными лодками, защиты прибрежных морских коммуникаций и прикрытия побережья. Кроме того, усиливается охрана наиболее важных объектов инфраструктуры портов и других морских сооружений для противодействия террористам.
По состоянию на 2010 год, корабельный и судовой состав флота БОХР насчитывал 250 кораблей, катеров и вспомогательных судов, а также около 1800 вспомогательных катеров различного назначения. На вооружении частей авиации БОХР состояло около 200 летательных аппаратов (в основном — патрульные самолёты и поисково-спасательные, разведывательные и патрульные вертолёты), приписанных к 29 авиабазам и аэродромам, расположенным в основном на незначительном удалении от побережья.
В том числе, у БОХР имеются ледоколы Healy, Polar Star и Mackinaw. По программе Polar Security Cutter для замены устаревших Healy и Polar Star предполагалось построить три тяжелых и три средних ледокола новой конструкции.

## Береговая охрана в структуре обеспечения национальной безопасности США
В связи с событиями 11 сентября 2001 года Береговая охрана США была 25 февраля 2003 года выведена из подчинения министерству транспорта и передана в состав нового ведомства — министерства национальной безопасности (МНБ) США. В структуре МНБ США Береговая охрана является одним из трёх агентств, отвечающих за обеспечение пограничной безопасности и охрану государственной границы США.
В военное время Береговая охрана может переводиться в распоряжение министерства обороны и использоваться в составе ВМС США.
В 2002 году была принята Морская стратегия обеспечения национальной безопасности (The US Coast Guard Strategy for Homeland Security), которой была определена роль этой структуры в обеспечении внутренней и внешней безопасности США. В соответствии с этим документом, Береговая охрана должна решать следующие задачи:
- обеспечивать охрану морских границ, прибрежных морских коммуникаций, подступов к портам;
- предотвращать теракты в портах и на морских направлениях;
- снижать степень уязвимости инфраструктуры баз и портов от возможных нападений со стороны международных криминальных группировок;
- обеспечивать функционирование системы водных (международных и внутренних) транспортных перевозок;
- сводить к минимуму ущерб при ликвидации последствий нарушения экологического состояния морской среды (в том числе в результате возможных диверсий)[6][7].

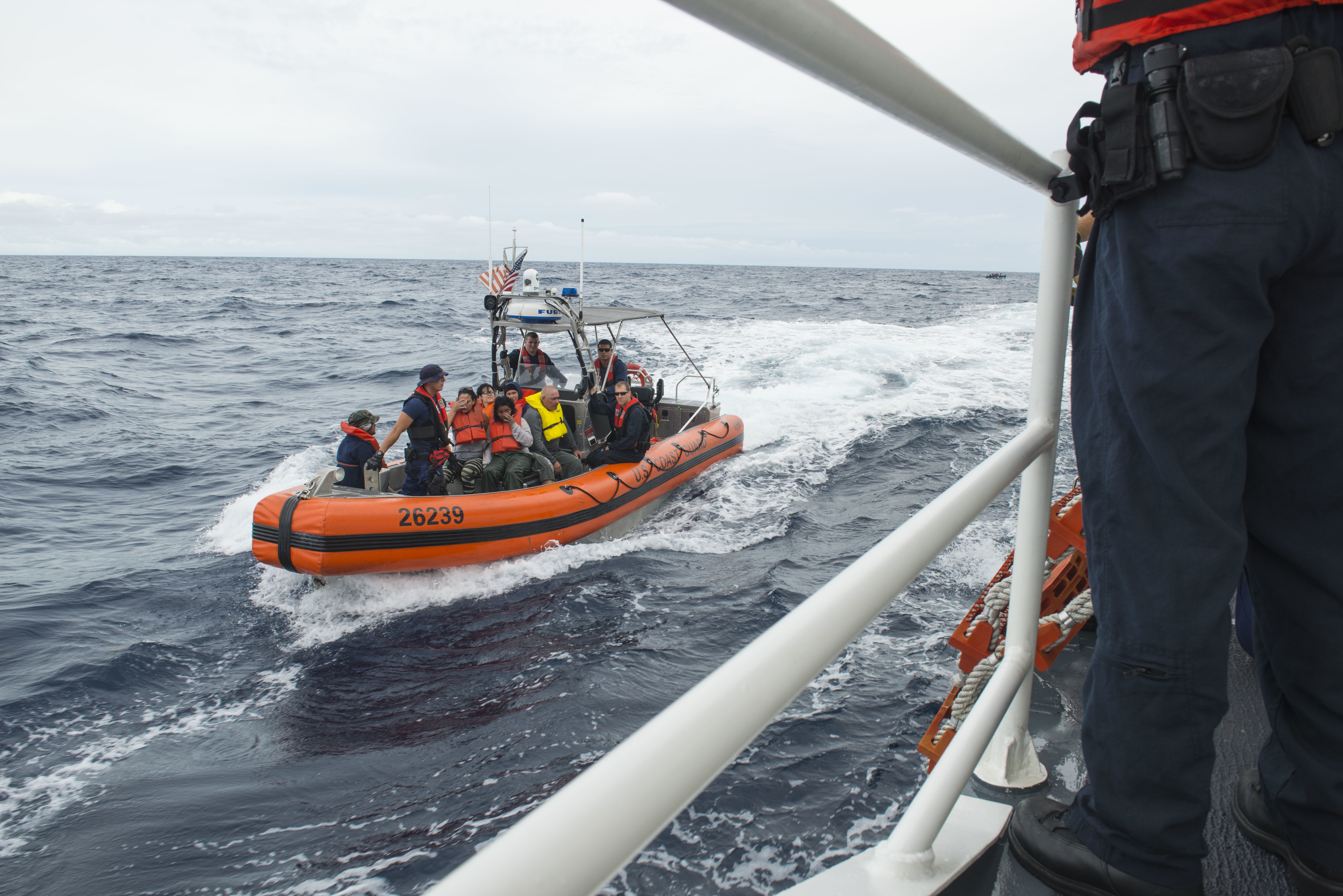
Береговая охрана США задерживает кубинских незаконных мигрантов во Флоридском проливе, 2015 г.

Законом «О национальной безопасности США», принятым также в 2002 году, задачи БОХР США были распределены на две группы:
- связанные с обеспечением национальной безопасности:
  - обеспечение безопасности портов, водных путей и побережья;
  - противодействие противоправному ввозу наркотиков;
  - борьба с нелегальной миграцией;
  - поддержание боеготовности;
  - обеспечение исполнения требований иных законов;
- не связанные с обеспечением национальной безопасности США:
  - обеспечение безопасности судоходства;
  - проведение поисково-спасательных работ;
  - установка, сохранение и поддержание в исправном состоянии навигационных знаков;
  - охрана морских живых ресурсов (обеспечение исполнения требований законодательства о рыболовстве);
  - защита морской среды;
  - проведение ледокольных операций[6].

В декабре 2001 года БОХР США была формально принята в разведывательное сообщество страны. В ноябре 2002 года была учреждена новая должность — помощника коменданта береговой охраны по разведке, в распоряжение которого были переданы все имеющиеся в БОХР разведывательные структуры. В штабах командующих Атлантической и Тихоокеанской зонами БОХР были созданы центры по обобщению разведывательных данных, а в штабах районов — разведывательные службы.

## Влияние федеральной прокуратуры США на Береговую охрану США
Федеральная прокуратура США оказывает юридическое и процессуальное воздействие на деятельность Береговой охраны США (USCG) в рамках исполнения федерального законодательства. Прокуратура принимает решения о возбуждении уголовных дел на основании доказательств, собранных USCG, а также даёт юридические рекомендации, касающиеся правомерности действий в территориальных и международных водах. Кроме того, по запросу прокуратуры Береговая охрана может проводить задержания, досмотры судов и иные оперативные мероприятия в рамках совместных расследований. Офицеры USCG также привлекаются в качестве свидетелей в федеральных судебных процессах.